# Współczynnik humanistyczny
Współczynnik humanistyczny – postawa metodologiczna, określająca nastawienie badawcze względem przedmiotu badań. Twórcą tego podejścia jest polski socjolog Florian Znaniecki. Koncepcja ta mieści się w teoretyczno-metodologicznej orientacji nazywanej socjologią humanistyczną. Ogólna idea współczynnika humanistycznego polega na tym, aby analizować działania społeczne z uwzględnieniem ich znaczenia dla aktorów działających. Innymi słowy, badacz powinien brać pod uwagę, co dane działania znaczą dla aktorów działających, starać się przyjmować "punkt widzenia" badanych. 
Mianem współczynnika humanistycznego określa się cechę wszystkich wytworów ludzkich i społecznych (przedmiotów codziennego użytku, dzieł sztuki - "Obraz jest chaosem plam barwnych na płótnie" bez owego współczynnika); cecha ta to "posiadanie sensu" i "znaczenia" - wszystkie wytwory były już dane doświadczeniu (innym ludziom) i zdefiniowane, nadano im sens i znaczenie.
Koncepcje znaczeniowo zbliżone do współczynnika humanistycznego: rozumienie (Verstehen) Maxa Webera, wczuwanie (Einfuehlung) Wilhelma Diltheya, empatia Stanisława Ossowskiego.